# Schwarzer Pacu
Der Schwarze Pacu (kurz auch Pacu genannt) oder Mühlsteinsalmler, portugiesisch Tambaqui oder spanisch Gamitana (Colossoma macropomum), ist mit einer maximalen Länge von 1,08 Metern und einem maximalen Gewicht von 30 Kilogramm einer der größten Salmler.

## Verbreitung
Er lebt in den Stromgebieten des Amazonas und des Orinoko. Schwarze Pacus haben ihr natürliches Verbreitungsgebiet von Panama  über Venezuela, Kolumbien, Ecuador und Peru bis Südbrasilien.
Aufgrund seiner großen Anpassungsfähigkeit konnten ausgesetzte Exemplare in einigen Gewässern Hawaiis, Floridas und Texas kleine lokale Populationen bilden.
Einzelne Exemplare wurden auch in Polen, Kroatien, Skandinavien, Frankreich und Österreich gefunden.

## Lebensweise
Schwarze Pacus bevorzugen eine Wassertemperatur von über 20 °C (als ideal gelten 26–28 °C) und bewegen sich teilweise auch unterhalb von 5 Meter Wassertiefe. Sie ertragen einen geringen Sauerstoffgehalt, wenig mineralhaltiges Wasser mit vielen Schwebstoffen und sind darüber hinaus auch sehr krankheitsresistent. In den Überschwemmungswäldern des Amazonasgebietes laichen Schwarze Pacus in der Zeit von September bis Februar und überwinden zu ihren Laichgründen häufig sehr große Distanzen, in manchen Fällen bis zu 1.000 km. Jungfische sind Schwarmfische und ernähren sich carnivor von Zooplankton, Insekten und Schnecken.

## Ernährung
Die ausgewachsenen Fische leben allein, sind Pflanzenfresser und schwimmen während der fünf Monate dauernden Regenzeit in die überfluteten Wälder, um untergetauchte Pflanzen, hartschalige Samen und Früchte zu fressen. Bevorzugte Nahrung sind die Samen der amazonischen Gummibäume (Hevea ssp.) oder auch Camu-Camu-Früchte bzw. Samen, die sich bei intensivem Sonnenschein sehr stark vermehren. Das Geräusch der auf der Wasseroberfläche aufschlagenden Gummibaumsamen lockt zahlreiche Schwarze Pacus an, die sich in dieser Periode große Fettreserven anfressen. Die hartschaligen Samen werden von den großen Fischen unzerkaut verschluckt und nach Passage durch den Darmtrakt als keimfähige Samen wieder ausgeschieden.  Schwarze Pacus spielen somit eine große Rolle im ökologischen System der tropischen Überschwemmungswälder am Amazonas. Schwarze Pacus sind typische „Fruchtfresser“. Ihr Gebiss, das dem menschlichen Gebiss vom Aussehen her ähnelt, ist so stark, dass sie auch Nüsse knacken können.

## Angebliche Gefährlichkeit
Es soll schon tödliche Angriffe Schwarzer Pacus auf Menschen gegeben haben, bei denen Männern die Hoden abgebissen wurden. Daher wird er auch Ball Cutter (deutsch „Hodenbeißer“) genannt. Laut CBC News wird dies auf eine nicht-verifizierte Meldung über einen solchen Fall eines Mannes in Papua-Neuguinea zurückgeführt. Wissenschaftler halten den Fisch nicht für gefährlich:

“They fear humans and will try to escape.”

„Sie fürchten sich vor Menschen und werden versuchen zu flüchten.“

## Nutzung

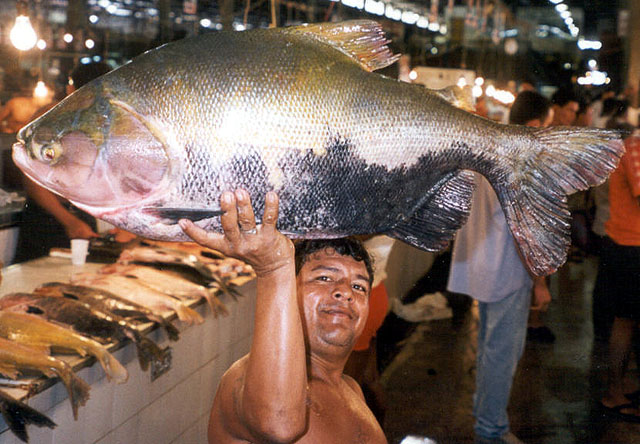
Tambaqui auf einem brasilianischen Fischmarkt

Der Schwarze Pacu wird in Südamerika in Teichen als wirtschaftlich bedeutender Speisefisch gezüchtet. In Manaus werden Schwarze Pacus auf den lokalen Märkten häufig als typische Fischgerichte wie der peixada (Fischsuppe) oder tambaqui na brasa (gegrillter Mühlsteinsalmler) angeboten. Die Überfischung Amazoniens hat bereits dazu geführt, dass die natürliche Population der Schwarzen Pacus stark zurückgegangen ist und man versucht diese Fischart zumindest während ihrer Laichperiode vor übermäßigem Fang und Wilderei zu schützen. In Brasilien und Kolumbien gewinnen Schwarze Pacus aufgrund ihrer leichten Fangbarkeit und großen Kraft zunehmende Beliebtheit in kommerziellen Angelteichen.
In Europa sieht man die eindrucksvollen Fische gelegentlich in Schauaquarien. Bei guter Haltung können Schwarze Pacus hier bis zu 20 Jahre alt werden. Schwarze Pacus sind nicht aggressiv, können aber aufgrund ihrer starken Unterkiefer bei unsachgemäßer Handhabung wie z. B. dem unvorsichtigen Lösen des Angelhakens schwere Verletzungen herbeiführen. In einigen Aquarien wird berichtet, dass große Exemplare aufgrund ihrer Kraft das Aquarienglas beschädigt haben.